# Baia di Beascochea
La baia di Beascochea (in inglese Beascochea Bay), centrata alle coordinate (65°30′S 64°00′W), è una baia lunga circa 19 km e larga 9, situata sulla costa di Graham, nella parte occidentale della Terra di Graham, in Antartide. La baia è delimitata dalla penisola Kiev e dalla penisola di Barison e nella sua costa meridionale è presente il promontorio chiamato capo Perez.
Nella baia, o comunque nelle cale presenti sulle sue coste, si gettano diversi ghiacciai: il Butamya, il Cadman, il Funk, il Lever e il Talev.

## Storia
La baia di Beascochea è stata scoperta ma non del tutto mappata durante la Spedizione belga in Antartide, 1897-99, e poi di nuovo visitata dalla prima spedizione antartica francese al comando di Jean-Baptiste Charcot,  1903-05, che la battezzò in onore del comandante Beascochea, della marina militare argentina. In seguito la baia è stata mappata più dettagliatamente durante la spedizione britannica nella Terra di Graham, 1934-37, al comando di John Rymill.